# Superświnka
Tonde Burin (jap. とんでぶーりん Tonde Burin) – manga autorstwa Taeko Ikedy, publikowana na łamach magazynu „Ciao” przez Shōgakukan i wydana później w 3 tomach.
Na jej podstawie powstał serial animowany zatytułowany Superświnka (jap. 愛と勇気のピッグガールとんでぶーりん Ai to yūki no piggugāru tonde burin; ang. Super Pig, niem. Ein Fall für Super Pig), wyprodukowany przez Nippon Animation i emitowany na kanale MBS od 3 września 1994 do 26 sierpnia 1995.
W Polsce emitowana była amerykańska wersja serialu produkcji Saban Entertainment z 1997 roku.

## Fabuła
13-letnia Kassie w drodze do szkoły spotyka świnkę z planety Buuringo – Iggy, leżącą w ciężkim stanie w krzakach. Postanawia się nią opiekować. W zamian otrzymuje dziwne pudełeczko ze świńskim ryjkiem. Przy jego pomocy Kassie potrafi zamienić się w różową, tłuściutką świnkę i może ratować świat. Za dobrze wykonane zadanie otrzymuje perły, a gdy zbierze ich 108 spełni się jej życzenie. Niestety nikt nie może się dowiedzieć, że to właśnie ona jest Superświnką, bo inaczej zostanie nią do końca życia. Superświnka szybko zdobywa popularność i coraz trudniej jej ukryć swoją prawdziwą tożsamość. Ponadto Książę Iggy – syn króla Theodorixa, władcy planety Buuringo – zamieszkał razem z Kassie w jednym pokoju. Nie dość, że Kassie ma obowiązek pomagać ludziom, usiłuje bezskutecznie zwrócić na siebie uwagę swojego obiektu westchnień, musi poradzić sobie z dziewczyną o imieniu Heather i odwrócić uwagę zaciekawionego kolegi, który próbuje wszystkim udowodnić, że to właśnie ona jest superbohaterką.

## Manga
| Nr | Data wydania (język japoński) | ISBN (język japoński) |
| -- | ----------------------------- | --------------------- |
| 1  | 26 kwietnia 1995              | ISBN 4-09-136451-9    |
| 2  | 21 sierpnia 1995              | ISBN 4-09-136452-7    |
| 3  | 26 października 1995          | ISBN 4-09-136453-5    |

## Anime
| Nr | Polski tytuł                    | Angielski tytuł (Saban)       | Liczba pereł na zakończenie odcinka | Zmiana liczby pereł |
| -- | ------------------------------- | ----------------------------- | ----------------------------------- | ------------------- |
|    |                                 |                               |                                     |                     |
| 01 | Prosiak nie z tej ziemi         | The Little Big Prince         | 1                                   | +1                  |
|    |                                 |                               |                                     |                     |
| 02 | 1:0 dla Superświnki             | Score One for Super Pig       | 2                                   | +1                  |
|    |                                 |                               |                                     |                     |
| 03 | Czysta gra                      | All’s Fair in Love and Tennis | 3                                   | +1                  |
|    |                                 |                               |                                     |                     |
| 04 | Petunia – Szalone Kopytko       | The Impigerator               | 5                                   | +2                  |
|    |                                 |                               |                                     |                     |
| 05 | Szkolna spartakiada             | Sport-A-Rama                  | 7                                   | +2                  |
|    |                                 |                               |                                     |                     |
| 06 | Poszukiwacze zaginionej świnki  | Raiders of the Lost Snout     | 11                                  | +4                  |
|    |                                 |                               |                                     |                     |
| 07 | Ramię w ramię z dzielną Ginger  | Face To Face                  | 16                                  | +5                  |
|    |                                 |                               |                                     |                     |
| 08 | Biec na zdrowie                 | Fit To Be Tied                | 17                                  | +1                  |
|    |                                 |                               |                                     |                     |
| 09 | Deszczowy wyścig                | Racing Against the Rain       | 18                                  | +1                  |
|    |                                 |                               |                                     |                     |
| 10 | Super Gwiazda                   | Super Pig, Superstar          | 19                                  | +1                  |
|    |                                 |                               |                                     |                     |
| 11 | Wirtualny bałagan               | Virtual Mess!                 | 20                                  | +1                  |
|    |                                 |                               |                                     |                     |
| 12 | Nadzwyczajna siła umysłu        | Psychic Trouble               | 21                                  | +1                  |
|    |                                 |                               |                                     |                     |
| 13 | Egzamin ze współdziałania       | Teamwork to the Test          | 48                                  | +27                 |
|    |                                 |                               |                                     |                     |
| 14 | Światła, kamera, akcja!         | Lights, Camera, Action!       | 49                                  | +1                  |
|    |                                 |                               |                                     |                     |
| 15 | Wielkie sprzątanie              | Litter Bugs Me                | 52                                  | +3                  |
|    |                                 |                               |                                     |                     |
| 16 | Los czy przypadek?              | Unfortunate Circumstances     | 53                                  | +1                  |
|    |                                 |                               |                                     |                     |
| 17 | Prezenty i przyjęcia            | Presents and Predicaments     | 35                                  | -18                 |
|    |                                 |                               |                                     |                     |
| 18 | Szczęśliwego nowego roku        | New Year’s Day                | 36                                  | +1                  |
|    |                                 |                               |                                     |                     |
| 19 | Spontaniczność uczuć            | Nursing Affections            | 37                                  | +1                  |
|    |                                 |                               |                                     |                     |
| 20 | Niezwykła pestka                | Super Seed                    | 38                                  | +1                  |
|    |                                 |                               |                                     |                     |
| 21 | Karuzela humorów                | Emotional Rollercoaster       | 39                                  | +1                  |
|    |                                 |                               |                                     |                     |
| 22 | Serce nie sługa                 | Love, Oinko Style             | 40                                  | +1                  |
|    |                                 |                               |                                     |                     |
| 23 | Walentynkowe szaleństwo         | Valentine’s Craze             | 41                                  | +1                  |
|    |                                 |                               |                                     |                     |
| 24 | Ścieżka miłości                 | A Watched Pond Never Freezes  | 46                                  | +5                  |
|    |                                 |                               |                                     |                     |
| 25 | Rodzinna tradycja               | Family Traditions             | 47                                  | +1                  |
|    |                                 |                               |                                     |                     |
| 26 | Rywal                           | My Rival, Myself              | 48                                  | +1                  |
|    |                                 |                               |                                     |                     |
| 27 | Mikroświnka                     | Iggy, I Shrunk the Pig!       | 18                                  | -30                 |
|    |                                 |                               |                                     |                     |
| 28 | Pierwsza miłość Mike’a          | K.C.’s First Crush            | 19                                  | +1                  |
|    |                                 |                               |                                     |                     |
| 29 | Oszustwo nie popłaca            | Pearls Before Swine           | 19                                  | 0                   |
|    |                                 |                               |                                     |                     |
| 30 | Dobra czy zła?                  | Good Pig, Bad Pig             | 20                                  | +1                  |
|    |                                 |                               |                                     |                     |
| 31 | Wielkie wybory                  | Political Pig!                | 21                                  | +1                  |
|    |                                 |                               |                                     |                     |
| 32 | Kwitnące wiśnie i strach        | Love Blossoms                 | 22                                  | +1                  |
|    |                                 |                               |                                     |                     |
| 33 | Nie kichaj na innych            | It’s All In Your Head         | 23                                  | +1                  |
|    |                                 |                               |                                     |                     |
| 34 | Karpiowe proporce               | Carp–A–Diem                   | 24                                  | +1                  |
|    |                                 |                               |                                     |                     |
| 35 | Konkurs tańca                   | Dancing For Dollars           | 25                                  | +1                  |
|    |                                 |                               |                                     |                     |
| 36 | Tajemnica Księżniczki Sushi     | The Secret of Sushi           | 30                                  | +5                  |
|    |                                 |                               |                                     |                     |
| 37 | Zakochany Lance                 | Lance In Love                 | 31                                  | +1                  |
|    |                                 |                               |                                     |                     |
| 38 | Herb – część 1                  | The Crest, Part 1             | 39                                  | +8                  |
|    |                                 |                               |                                     |                     |
| 39 | Herb – część 2                  | The Crest, Part 2             | 44                                  | +5                  |
|    |                                 |                               |                                     |                     |
| 40 | Nieprzemyślana decyzja          | The Pig in Her Past           | 47                                  | +3                  |
|    |                                 |                               |                                     |                     |
| 41 | Teoria Miltona                  | Milton’s Theory               | 50                                  | +3                  |
|    |                                 |                               |                                     |                     |
| 42 | Kryzys osobowości               | Identity Crisis               | 51                                  | +1                  |
|    |                                 |                               |                                     |                     |
| 43 | Niesamowite opowieści           | Scary Stories                 | 52                                  | +1                  |
|    |                                 |                               |                                     |                     |
| 44 | Zgubione, znalezione            | Finders, Keepers              | 51                                  | -1                  |
|    |                                 |                               |                                     |                     |
| 45 | Superświnka czy dzielna Ginger? | Super Pig vs. Ginger Flame    | 76                                  | +25                 |
|    |                                 |                               |                                     |                     |
| 46 | Wojna i przyjaźń                | Sabotage                      | 76                                  | 0                   |
|    |                                 |                               |                                     |                     |
| 47 | Urodziny Heather                | Heather’s Birthday            | 76                                  | 0                   |
|    |                                 |                               |                                     |                     |
| 48 | Po drugiej stronie              | The Other Side                | 76                                  | 0                   |
|    |                                 |                               |                                     |                     |
| 49 | Na ratunek miastu               | The Race To Save Town         | 76                                  | 0                   |
|    |                                 |                               |                                     |                     |
| 50 | Prawda i tylko prawda           | Nothing But The Truth         | 76                                  | 0                   |
|    |                                 |                               |                                     |                     |
| 51 | Czas się pożegnać               | It’s Hard To Say Goodbye      | 108/0                               | +32/-108            |

### Wersja polska
Wystąpili:
- Agnieszka Kunikowska – Kassie Carlsen
- Jacek Bończyk – Iggy
- Mieczysław Morański – Król Theodorix
- Jacek Braciak – Lance Romero
- Elżbieta Bednarek – Prudence Plumm
- Jarosław Boberek – Harley Hoover
- Jolanta Wilk – Penny Round
- Cezary Kwieciński – Milton Massen
- Izabela Dąbrowska – Heather Hogwarsh
- Tomasz Bednarek – Radford Tammack
- January Brunov – Fowley Fatlack
- Olga Bończyk – Siostra Nanako
- Jacek Kopczyński – Billy Kondo
- Iwona Rulewicz – Petunia Szalone Kopytko
- Anna Apostolakis – Kess Carlsen
- Artur Kaczmarski – Ken Carlsen
- Jacek Wolszczak – Mike Carlsen (KC)
- Janusz Wituch – mężczyzna z tłumu

i inni
Śpiewali: Anna Apostolakis, Olga Bończyk, Beata Jankowska, Dariusz Odija

Wersja polska: Master Film na zlecenie TVN

Reżyseria: Ewa Kania

Dialogi: Joanna Klimkiewicz

Dźwięk: Urszula Ziarkiewicz

Montaż: Agnieszka Kołodziejczyk

Kierownictwo produkcji: Romuald Cieślak

Teksty piosenek: Andrzej Brzeski

Opracowanie muzyczne: Eugeniusz Majchrzak

Lektor: Jacek Sobieszczański